# Skiathlon femmes aux Jeux olympiques de 2018
Navigation
Sotchi 2014 Pékin 2022
L'épreuve féminine de skiathlon aux Jeux olympiques d'hiver de 2018 a lieu le 10 février 2018 au Centre de biathlon et de ski de fond d'Alpensia. Elle a une longueur de 15 kilomètres : 7,5 kilomètres en style classique et 7,5 kilomètres en style libre.

## Médaillés
| Or                    | Argent              | Bronze                  |
| Charlotte Kalla (SWE) | Marit Bjørgen (NOR) | Krista Pärmäkoski (FIN) |

## Résultats
L'épreuve débute à 16h15, heure locale.
| Rang                                | Dossard | Athlète                  | Nationalité        | 7,5 km classique | Rang | Temps d'arrêt | 7,5 km libre  | Rang | Temps final   | Retard         |
| ----------------------------------- | ------- | ------------------------ | ------------------ | ---------------- | ---- | ------------- | ------------- | ---- | ------------- | -------------- |
| Médaille d'or, Jeux olympiques      | 5       | Charlotte Kalla          | Suède              | 21 min 23 s 4    | 2    | 31 s 8        | 18 min 49 s 7 | 1    | 40 min 44 s 9 | —              |
| Médaille d'argent, Jeux olympiques  | 8       | Marit Bjørgen            | Norvège            | 21 min 23 s 1    | 1    | 31 s 0        | 18 min 58 s 6 | 2    | 40 min 52 s 7 | + 7 s 8        |
| Médaille de bronze, Jeux olympiques | 7       | Krista Pärmäkoski        | Finlande           | 21 min 27 s 9    | 10   | 27 s 9        | 18 min 59 s 2 | 3    | 40 min 55 s 0 | + 10 s 1       |
| 4                                   | 18      | Ebba Andersson           | Suède              | 21 min 25 s 4    | 5    | 30 s 6        | 18 min 59 s 8 | 4    | 40 min 55 s 8 | + 10 s 9       |
| 5                                   | 3       | Jessica Diggins          | États-Unis         | 21 min 29 s 4    | 13   | 27 s 9        | 19 min 2 s 3  | 5    | 40 min 59 s 6 | + 14 s 7       |
| 6                                   | 10      | Nathalie von Siebenthal  | Suisse             | 21 min 27 s 1    | 8    | 30 s 3        | 19 min 5 s 1  | 6    | 41 min 2 s 5  | + 17 s 6       |
| 7                                   | 4       | Teresa Stadlober         | Autriche           | 21 min 25 s 8    | 6    | 30 s 4        | 19 min 15 s 3 | 7    | 41 min 11 s 5 | + 26 s 6       |
| 8                                   | 12      | Natalia Nepryaeva        | Russie (OAR)       | 21 min 28 s 2    | 11   | 28 s 1        | 19 min 21 s 6 | 8    | 41 min 17 s 9 | + 33 s 0       |
| 9                                   | 1       | Heidi Weng               | Norvège            | 21 min 23 s 8    | 3    | 28 s 1        | 19 min 33 s 7 | 9    | 41 min 25 s 6 | + 40 s 7       |
| 10                                  | 21      | Stina Nilsson            | Suède              | 21 min 27 s 5    | 9    | 31 s 6        | 19 min 34 s 7 | 10   | 41 min 33 s 8 | + 48 s 9       |
| 11                                  | 2       | Ingvild Flugstad Østberg | Norvège            | 21 min 24 s 3    | 4    | 28 s 5        | 19 min 50 s 4 | 14   | 41 min 43 s 2 | + 58 s 3       |
| 12                                  | 11      | Anastasia Sedova         | Russie (OAR)       | 21 min 43 s 8    | 19   | 30 s 7        | 19 min 43 s 2 | 12   | 41 min 57 s 7 | + 1 min 12 s 8 |
| 13                                  | 28      | Anouk Faivre-Picon       | France             | 21 min 45 s 5    | 20   | 31 s 0        | 19 min 47 s 3 | 13   | 42 min 3 s 8  | + 1 min 18 s 9 |
| 14                                  | 30      | Masako Ishida            | Japon              | 21 min 39 s 2    | 15   | 30 s 5        | 19 min 54 s 4 | 17   | 42 min 4 s 1  | + 1 min 19 s 2 |
| 15                                  | 6       | Ragnhild Haga            | Norvège            | 21 min 40 s 2    | 16   | 33 s 7        | 19 min 53 s 7 | 16   | 42 min 7 s 6  | + 1 min 22 s 7 |
| 16                                  | 9       | Kerttu Niskanen          | Finlande           | 21 min 26 s 6    | 7    | 32 s 0        | 20 min 16 s 6 | 23   | 42 min 15 s 2 | + 1 min 30 s 3 |
| 17                                  | 22      | Justyna Kowalczyk        | Pologne            | 21 min 28 s 8    | 12   | 32 s 3        | 20 min 29 s 7 | 25   | 42 min 30 s 8 | + 1 min 45 s 9 |
| 18                                  | 26      | Yulia Belorukova         | Russie (OAR)       | 22 min 2 s 5     | 22   | 32 s 6        | 20 min 15 s 9 | 22   | 42 min 51 s 0 | + 2 min 6 s 1  |
| 19                                  | 14      | Laura Mononen            | Finlande           | 21 min 48 s 3    | 21   | 33 s 1        | 20 min 31 s 6 | 26   | 42 min 53 s 0 | + 2 min 8 s 1  |
| 20                                  | 35      | Victoria Carl            | Allemagne          | 21 min 43 s 6    | 18   | 29 s 9        | 20 min 40 s 9 | 32   | 42 min 54 s 4 | + 2 min 9 s 5  |
| 21                                  | 34      | Alisa Zhambalova         | Russie (OAR)       | 22 min 34 s 9    | 28   | 32 s 3        | 19 min 51 s 9 | 15   | 42 min 59 s 1 | + 2 min 14 s 2 |
| 22                                  | 20      | Katharina Hennig         | Allemagne          | 21 min 40 s 9    | 17   | 30 s 4        | 20 min 48 s 9 | 36   | 43 min 0 s 2  | + 2 min 15 s 3 |
| 23                                  | 29      | Aurore Jean              | France             | 22 min 20 s 6    | 26   | 34 s 6        | 20 min 5 s 6  | 19   | 43 min 0 s 8  | + 2 min 15 s 9 |
| 24                                  | 25      | Johanna Matintalo        | Finlande           | 22 min 32 s 9    | 14   | 29 s 4        | 21 min 0 s 1  | 40   | 43 min 2 s 4  | + 2 min 17 s 5 |
| 25                                  | 16      | Stefanie Böhler          | Allemagne          | 22 min 19 s 6    | 25   | 33 s 2        | 20 min 9 s 8  | 20   | 43 min 2 s 6  | + 2 min 17 s 7 |
| 26                                  | 24      | Elisa Brocard            | Italie             | 22 min 34 s 5    | 27   | 30 s 3        | 20 min 12 s 8 | 21   | 43 min 17 s 6 | + 2 min 32 s 7 |
| 27                                  | 31      | Nadine Fähndrich         | Suisse             | 22 min 3 s 9     | 23   | 31 s 9        | 21 min 14 s 6 | 45   | 43 min 50 s 4 | + 3 min 5 s 5  |
| 28                                  | 17      | Petra Novakova           | République tchèque | 23 min 25 s 9    | 38   | 32 s 8        | 19 min 56 s 9 | 18   | 43 min 55 s 6 | + 3 min 10 s 7 |
| 29                                  | 23      | Coraline Hugue           | France             | 23 min 43 s 8    | 49   | 31 s 2        | 19 min 41 s 2 | 11   | 43 min 56 s 2 | + 3 min 11 s 3 |
| 30                                  | 56      | Sylwia Jaśkowiec         | Pologne            | 22 min 51 s 2    | 31   | 31 s 3        | 20 min 33 s 8 | 29   | 43 min 56 s 3 | + 3 min 11 s 4 |
| 31                                  | 55      | Ewelina Marcisz          | Pologne            | 22 min 50 s 4    | 29   | 31 s 5        | 20 min 34 s 8 | 30   | 43 min 56 s 7 | + 3 min 11 s 8 |
| 32                                  | 13      | Anna Haag                | Suède              | 22 min 14 s 1    | 24   | 34 s 0        | 21 min 13 s 7 | 44   | 44 min 1 s 8  | + 3 min 16 s 9 |
| 33                                  | 53      | Cendrine Browne          | Canada             | 23 min 4 s 6     | 35   | 33 s 1        | 20 min 24 s 2 | 24   | 44 min 1 s 9  | + 3 min 17 s 0 |
| 34                                  | 27      | Caitlin Patterson        | États-Unis         | 23 min 7 s 1     | 36   | 34 s 9        | 20 min 32 s 9 | 27   | 44 min 14 s 9 | + 3 min 30 s 0 |
| 35                                  | 38      | Sara Pellegrini          | Italie             | 23 min 3 s 7     | 33   | 31 s 9        | 20 min 40 s 7 | 31   | 44 min 16 s 3 | + 3 min 31 s 4 |
| 36                                  | 37      | Anna Shevchenko          | Kazakhstan         | 22 min 52 s 3    | 32   | 32 s 9        | 20 min 59 s 9 | 39   | 44 min 25 s 1 | + 3 min 40 s 2 |
| 37                                  | 33      | Anna Comarella           | Italie             | 22 min 50 s 7    | 30   | 29 s 1        | 21 min 6 s 1  | 41   | 44 min 25 s 9 | + 3 min 41 s 0 |
| 38                                  | 32      | Kateřina Beroušková      | République tchèque | 23 min 3 s 9     | 34   | 32 s 5        | 20 min 56 s 3 | 38   | 44 min 32 s 7 | + 3 min 47 s 8 |
| 39                                  | 44      | Barbara Jezersek         | Australie          | 23 min 34 s 0    | 43   | 31 s 7        | 20 min 33 s 6 | 28   | 44 min 39 s 3 | + 3 min 54 s 4 |
| 40                                  | 19      | Kikkan Randall           | États-Unis         | 23 min 29 s 2    | 39   | 35 s 0        | 20 min 43 s 0 | 33   | 44 min 47 s 2 | + 4 min 2 s 3  |
| 41                                  | 58      | Martyna Galewicz         | Pologne            | 23 min 31 s 8    | 41   | 34 s 6        | 20 min 44 s 9 | 34   | 44 min 51 s 3 | + 4 min 6 s 4  |
| 42                                  | 57      | Yulia Tikhonova          | Biélorussie        | 23 min 29 s 6    | 40   | 33 s 3        | 20 min 54 s 2 | 37   | 44 min 57 s 1 | + 4 min 12 s 2 |
| 43                                  | 45      | Barbora Havlickova       | République tchèque | 23 min 52 s 3    | 53   | 31 s 4        | 20 min 48 s 4 | 35   | 45 min 12 s 1 | + 4 min 27 s 2 |
| 44                                  | 50      | Emily Nishikawa          | Canada             | 23 min 36 s 0    | 44   | 32 s 2        | 21 min 8 s 4  | 43   | 45 min 16 s 6 | + 4 min 31 s 7 |
| 45                                  | 43      | Tetyana Antypenko        | Ukraine            | 23 min 32 s 3    | 42   | 34 s 9        | 21 min 24 s 0 | 49   | 45 min 31 s 2 | + 4 min 46 s 3 |
| 46                                  | 41      | Polina Seronosova        | Biélorussie        | 23 min 9 s 8     | 37   | 31 s 3        | 21 min 53 s 8 | 57   | 45 min 34 s 9 | + 4 min 50 s 0 |
| 47                                  | 42      | Petra Hyncicova          | République tchèque | 23 min 42 s 0    | 48   | 37 s 9        | 21 min 22 s 5 | 48   | 45 min 42 s 4 | + 4 min 57 s 5 |
| 48                                  | 61      | Anne-Marie Comeau        | Canada             | 23 min 49 s 7    | 51   | 36 s 9        | 21 min 16 s 2 | 46   | 45 min 42 s 8 | + 4 min 57 s 9 |
| 49                                  | 48      | Ilaria Debertolis        | Italie             | 23 min 38 s 7    | 46   | 41 s 3        | 21 min 24 s 6 | 50   | 45 min 44 s 6 | + 4 min 59 s 7 |
| 50                                  | 59      | Jessica Yeaton           | Australie          | 23 min 45 s 2    | 50   | 39 s 5        | 21 min 20 s 1 | 47   | 45 min 44 s 8 | + 4 min 59 s 9 |
| 51                                  | 52      | Li Xin                   | Chine              | 23 min 51 s 7    | 52   | 38 s 9        | 21 min 31 s 3 | 51   | 46 min 1 s 9  | + 5 min 17 s 0 |
| 52                                  | 60      | Dahria Beatty            | Canada             | 23 min 58 s 9    | 54   | 35 s 4        | 21 min 43 s 0 | 55   | 46 min 17 s 3 | + 5 min 32 s 4 |
| 53                                  | 40      | Maryna Antsybor          | Ukraine            | 24 min 9 s 3     | 55   | 32 s 4        | 21 min 36 s 5 | 52   | 46 min 18 s 2 | + 5 min 33 s 3 |
| 54                                  | 46      | Elena Kolomina           | Kazakhstan         | 24 min 12 s 1    | 56   | 37 s 8        | 21 min 38 s 6 | 54   | 46 min 28 s 5 | + 5 min 43 s 6 |
| 55                                  | 54      | Chi Chunxue              | Chine              | 24 min 16 s 1    | 57   | 35 s 7        | 21 min 47 s 2 | 56   | 46 min 39 s 0 | + 5 min 54 s 1 |
| 56                                  | 51      | Tatjana Mannima          | Estonie            | 24 min 29 s 4    | 58   | 35 s 2        | 21 min 37 s 1 | 53   | 46 min 41 s 7 | + 5 min 56 s 8 |
| 57                                  | 47      | Lee Chae-won             | Corée du Sud       | 25 min 5 s 5     | 59   | 32 s 2        | 21 min 6 s 8  | 42   | 46 min 44 s 5 | + 5 min 59 s 6 |
| 58                                  | 36      | Rosie Brennan            | États-Unis         | 23 min 36 s 7    | 45   | 42 s 7        | 23 min 16 s 6 | 60   | 47 min 36 s 0 | + 6 min 51 s 1 |
| 59                                  | 49      | Manca Slabanja           | Slovénie           | 25 min 10 s 1    | 61   | 30 s 9        | 22 min 16 s 8 | 58   | 47 min 57 s 8 | + 7 min 12 s 9 |
| 60                                  | 62      | Annika Taylor            | Grande-Bretagne    | 25 min 8 s 0     | 60   | 31 s 5        | 22 min 29 s 6 | 59   | 48 min 9 s 1  | + 7 min 24 s 2 |
| —                                   | 39      | Valeriya Tyuleneva       | Kazakhstan         | 23 min 41 s 6    | 47   | 42 s 7        |               |      | DNF           |                |
| —                                   | 15      | Nicole Fessel            | Allemagne          |                  |      |               |               |      | DNS           |                |